# زايسو
الزايسو (座椅子) هو كرسي ياباني بدون أرجل وبظهر كرسي عادي.غالبًا ما يوجد في الغرف التقليدية اليابانية مع حصير التاتامي، وغالبًا ما يستخدم للاسترخاء تحت طاولات الكوتاتسو الساخنة.

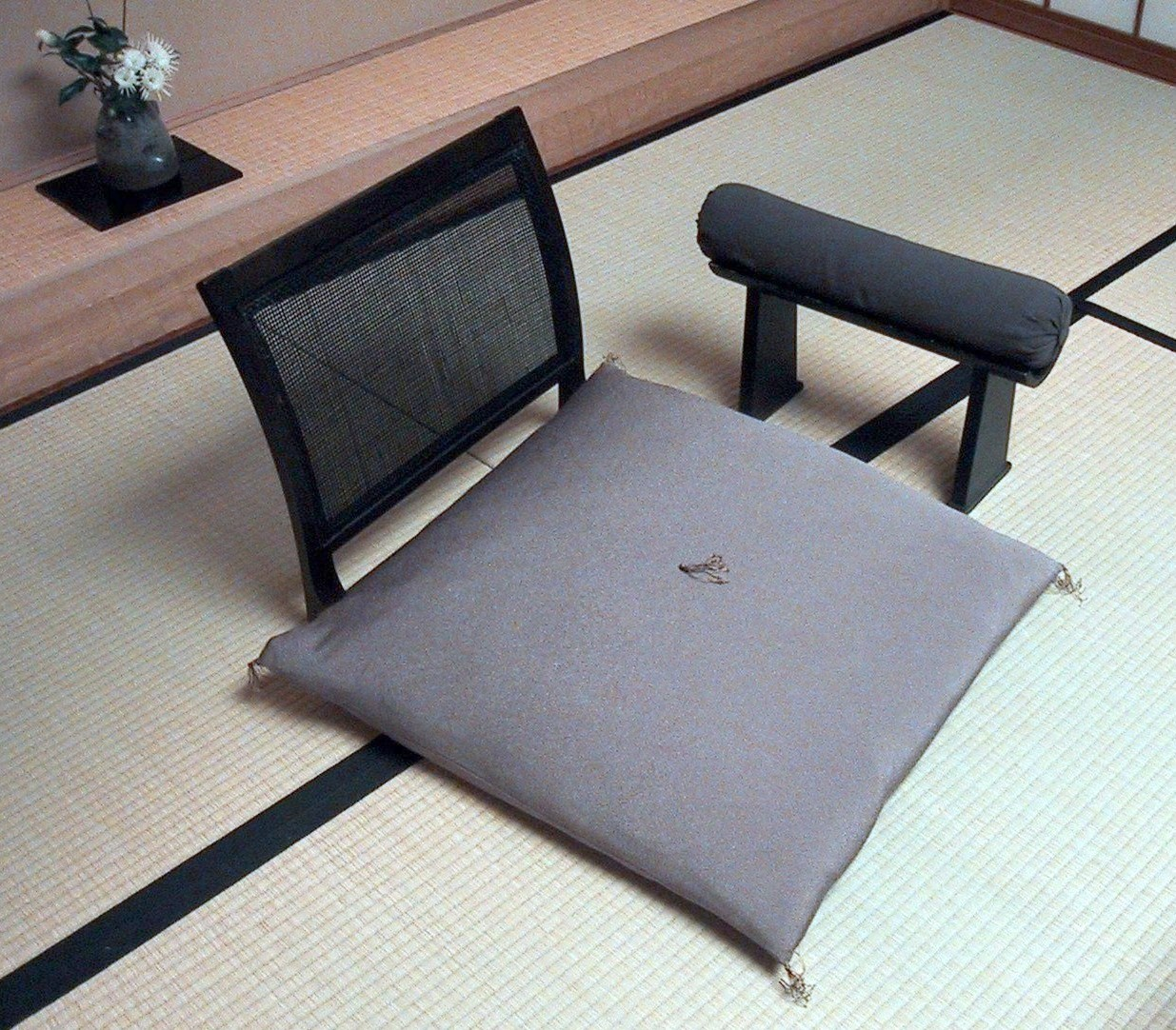
زايسو مع وسادة زابوتون ومسند الذراع كيوسوكو.

تقليديا، أسلوب الجلوس الصحيح في اليابان هوسايزا، ركوعا بالوزن فوق الجزء السفلي للساقين، والتي يتم طيها أسفل الجسم. ومع ذلك، يمكن أن يصبح هذا مؤلماً بعد فترات طويلة من الزمن أو بالنسبة للأشخاص الذين لم يعتادوا على ذلك، لذلك يفضل الكثيرون استعمال الزايسو، حيث يتم دعم الظهر ويمكن وضع الساقين بشكل أكثر أريحية.
الزايسو له العديد من الأنماط والأشكال، حيث يمكن أن تكون به وسادة مدمجة أو يمكن استخدامه مع الزابوتون. أما لجلوس أكثر استرخاءً، فيمكن للمرء أيضًا استخدام مسند ذراع على الطريقة اليابانية يسمى الكيوسوكو (脇息 'kyōsoku').
يعتبر كرسي الزايسو شائع جدًا في اليابان، لا سيما في المنازل التي تحتوي على غرف على الطراز الياباني التقليدي (الواشيتسو) حيث تعد الطاولات المنخفضة والجلوس على أرضية من حصير التاتامي أمرًا شائعًا. ويستخدمونهم للاسترخاء في ليلة باردة تحت طاولة كوتاتسو.